# Ekonomia informacji
Ekonomia informacji – dział ekonomii, który zajmuje się badaniem w jaki sposób informacja wpływa na gospodarkę i decyzje gospodarcze.
Informacja ma szczególne właściwości w porównaniu z innymi rodzajami dóbr:
- łatwa do wytworzenia i rozpowszechniania,
- trudna do ochrony i kontroli,
- ma wpływ na podejmowanie decyzji gospodarczych,
- nie można dwa razy sprzedać tej samej informacji jednemu kupującemu,
- nie można jej ocenić przed poznaniem.

Informacja ma cechy dobra publicznego:
- wielkość konsumpcji jednego podmiotu w zasadzie nie wpływa na konsumpcję innego,
- wykluczenie kogokolwiek z korzyści związanych z posiadaniem informacji jest trudne albo nieefektywne.

Ekonomiści, zajmujący się ekonomią informacji to m.in. George Akerlof, Michael Spence i Joseph Stiglitz.